# Urszula Eckert
Urszula Magdalena Eckert (ur. 25 maja 1928 w Inowrocławiu, zm. 8 listopada 2019 w Warszawie) – polska surdopedagog, nauczycielka akademicka, działaczka na rzecz integracji społeczno-zawodowej osób z wadami słuchu, profesor na Akademii Pedagogiki Specjalnej im. Marii Grzegorzewskiej oraz Uniwersytecie Warszawskim.

## Życiorys
Była absolwentką Państwowego Instytutu Pedagogiki Specjalnej. Doktorat uzyskała w 1974 na Uniwersytecie Warszawskim na podstawie pracy Analiza przebiegu integracji społecznej młodzieży niedosłyszącej napisanej pod kierunkiem Janiny Doroszewskiej. W 1982 uzyskała na UW habilitację. Od początku pracy zawodowej jako wychowawca i nauczyciel w zakładach i szkołach specjalnych dla osób z wadami słuchu (1949) była zainteresowana problematyką rozwoju tych osób, ich kształcenia oraz integracji społeczno-zawodowej. Była nauczycielem akademickim w Akademii Pedagogiki Specjalnej im. Marii Grzegorzewskiej. Kierowała tam Zakładem Surdopedagogiki, a także pełniła w latach 1986–1990 funkcję prorektora ds. badań naukowych i współpracy z zagranicą.
Córka Jana i Józefy. Pochowana została na cmentarzu parafialnym w Przygodzicach.

## Zainteresowania naukowe
Do jej najważniejszych zainteresowań naukowych należały:
- zagadnienia wczesnego wykrywania wad słuchu,
- wczesne usprawnianie słuchu i kształcenie mowy ustnej jako narzędzia porozumiewania się,
- przygotowywanie nauczycieli do pracy z dziećmi i młodzieżą z wadami słuchu w różnych typach szkół[2].

Uważała, że  nauczanie, a także rozwijanie mowy dziecka niesłyszącego winno odbywać się w toku zabawy, gdyż wtedy mają miejsce najkorzystniejsze warunki do kształtowania umiejętności językowych podopiecznego.

## Odznaczenia
Odznaczona Złotym Krzyżem Zasługi (1974) oraz Krzyżem Kawalerskim Orderu Odrodzenia Polski (1983). Otrzymała Medal Marii Grzegorzewskiej (2013). 